# Ercros
Ercros ist ein spanischer Chemiekonzern. Er betreibt drei Chloralkali-Elektrolysen und produziert damit Produkte auf Basis von Chlor und Natronlauge wie Ethylendichlorid und PVC.

## Produktionszentren
In Sabiñánigo stellt Ercros in einer Anlage mit 12.500 t Kapazität Wasserstoffperoxid nach dem zyklischen Anthrachinon-Verfahren her. Die Geschäftseinheit Intermediate stellt in Almussafes, Cerdanyola und Tortosa Produkte auf Grundlage von Formaldehyd wie z. B. Paraformaldehyd und Pentaerythrit her.
In Aranjuez werden auch Arzneimittel hergestellt, wobei Ercros bei Fusidinsäure und Fosfomycin eine bedeutende Marktstellung besitzt.